# Pallavolo Turin
Maillots
Le club de volley-ball de Turin (qui a porté plusieurs noms différents au cours de son existence en raison de changements de sponsors principaux) n'évolue plus dans les deux divisions professionnelles du championnat italien.

## Palmarès
- Ligue des champions : 1980
- Coupe des Coupes : 1984
- Championnat d'Italie : 1979, 1980, 1981, : 1984

## Entraineurs
- 1994-1996 :  Mauro Berruto
- 1998-2001 :  Mauro Berruto